# NGC 4466
NGC 4466 је спирална галаксија у сазвежђу Девица која се налази на NGC листи објеката дубоког неба.
Деклинација објекта је + 7° 41' 49" а ректасцензија 12h 29m 30,6s. Привидна величина (магнитуда) објекта NGC 4466 износи 14,0 а фотографска магнитуда 14,8. NGC 4466 је још познат и под ознакама UGC 7626, MCG 1-32-81, CGCG 42-131, VCC 1193, PGC 41170.